# Karol Bunsch

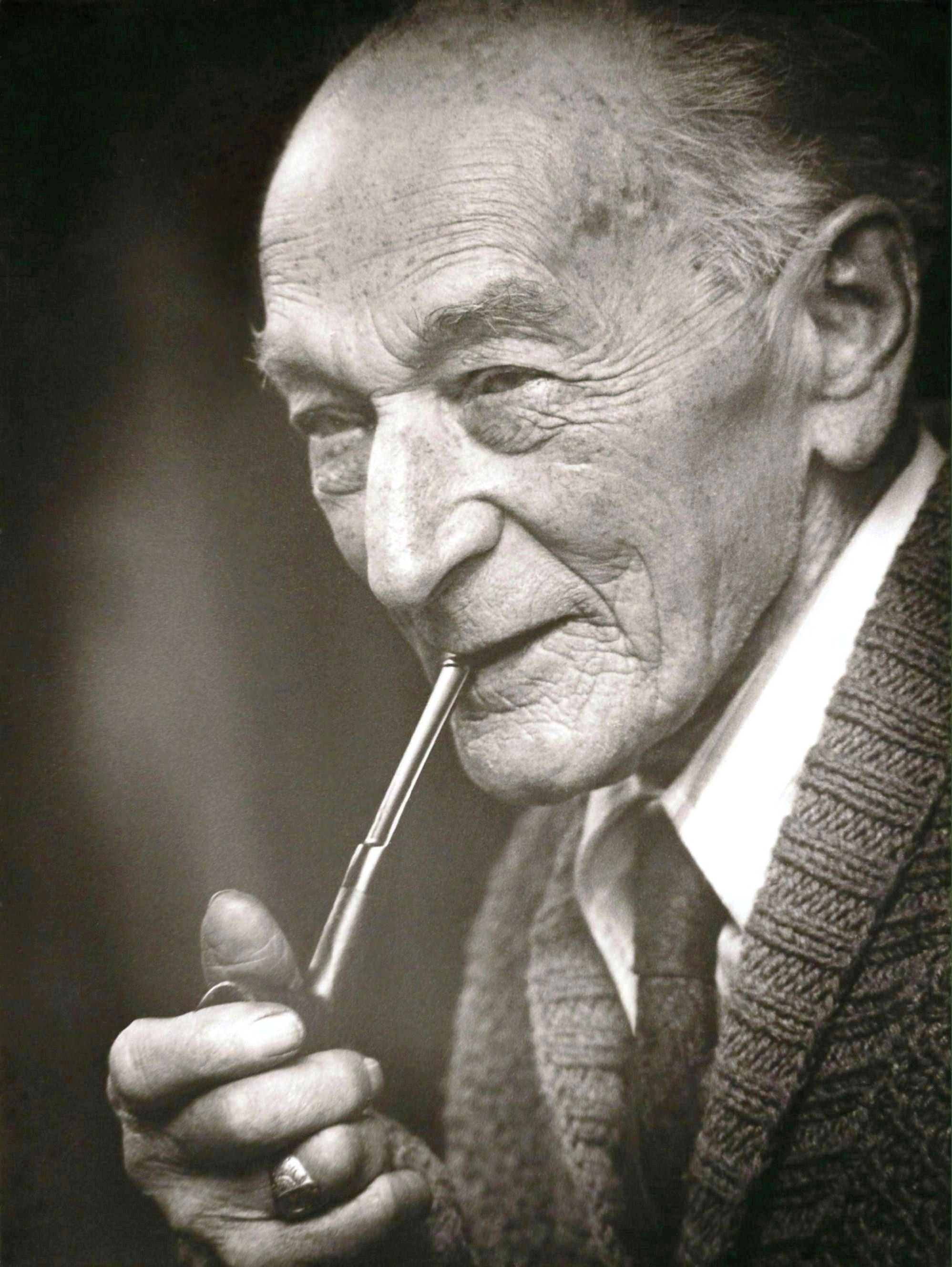
Karol Bunsch, 1980

Karol Bunsch (Krakau, 22 februari 1898 - aldaar, 24 november 1987) was een Pools schrijver en vertaler van Duitse en Engelse literatuur. Zijn belangrijkste literaire prestatie was een meerdelige reeks romans over de Piasten-tijd, bekend als Piast-romans, populair sinds de publicatie van zijn eerste boek 'Dzikowy Skarbie' ('Wilde Honing') (1945). Hij publiceerde ook een trilogie over Alexander de Grote en romans die zich afspelen in de Jagiellonische tijd, en korte verhalen. Hij is zoon van de beeldhouwer Alojzy Bunsch en jongere broer van de schilder Adam Bunsch.

## Leven
Karol Bunsch werd geboren in Krakau, zijn vader Alojzy Bunsch was beeldhouwer en hoogleraar aan de Staatsschool, zijn moeder Maria Aleksandra (geboren in Sadłowska) kwam uit een bekende familie van architecten uit Lviv. De historische en archeologische interesses van zijn vader en van diens vriend, de archivaris en historicus Adam Chmiel, beïnvloedden de schrijver. Hij bezocht het Gymnasium van Sint Anna in Krakau (momenteel is dit de Nowodworski Secundaire School No. 1).

### Militaire carrière
Voordat hij aan de middelbare school afstudeerde, trad hij in 1915 op 17-jarige leeftijd toe tot de Poolse Legioenen, waarbij hij zijn jonge leeftijd verborgen hield voor de rekruteringscommissie. Als soldaat in het 4e Infanterieregiment van de 3e Legioenbrigade kreeg hij zijn vuurdoop in de strijd nabij Jastków. Door ziekte en dood van zijn vader moest hij het leger verlaten, maar al snel voegde hij zich bij het Oostenrijkse leger, studeerde in 1916 af aan een officiersschool en ging naar het front. Hij raakte gewond tijdens de gevechten in de Karpaten. Voor zijn dienst tijdens de Eerste Wereldoorlog ontving hij de Oostenrijkse Medaille voor Dapperheid (zilver en brons) en het Karel-Troepen-Kruis.
Nadat Polen in 1918 weer onafhankelijk was geworden, sloot hij zich aan bij het gereconstrueerde 4e infanterieregiment van de Poolse legerlegioenen. Hij vocht tot november 1920, nam deel aan de Pools-Oekraïense Oorlog (1918-1919) en de Pools-Russische Oorlog (1919-1921), en raakte opnieuw gewond. Hij beëindigde zijn dienst in het leger met de rang van luitenant. Hij ontving het Oorlogskruis 1944 en de Medaille van Onafhankelijkheid.

### Opleidingen
Ondanks de oorlog zette hij zijn opleiding voort. Na zijn afstuderen in 1916 begon hij rechten te studeren aan de Jagiellonische Universiteit, waar hij uiteindelijk afstudeerde in 1920. Daarnaast studeerde hij filosofie en landbouw, maar hij maakte deze studies niet af. In 1922 behaalde hij een doctoraat in de rechten.

### Juridische carrière
Hij begon in 1921 als stagiair, en na het rechtenexamen werd hij rechter in Auschwitz (1924-1926) en was werkzaam bij een notariskantoor (1926-1927).
Nadat hij in 1925 met Zofia Redych, ook een advocatendochter, trouwde, keerde hij in 1926 terug naar Krakau en, na het voltooien van zijn leertijd, richtte hij in 1928 zijn eigen advocatenkantoor op. In 1932 werd hij belast met de functie van stadsadvocaat (curator) van Krakau, die hij bekleedde tot het uitbreken van de Tweede Wereldoorlog. Hij bekleedde die functie opnieuw in de jaren 1945-1950.
Naast zijn juridische carrière besteedde hij veel aandacht aan sportactiviteiten, beoefende hij wedstrijdgymnastiek en was hij meervoudig winnaar van schietwedstrijden. Hij was verder onder meer de laatste voorzitter van de "Sokół" Gymnastiek Vereniging in Krakau voor de Tweede Wereldoorlog. Hij hield ervan eropuit te trekken, en van skiën, vissen en vooral van jagen. Hij had een passie voor het verzamelen van munten en voor numismatiek.
In 1938 ontving hij voor het eerst het Gouden Kruis van Verdienste, en in 1939 werd hij gemobiliseerd en nam hij deel aan de septembercampagne. Tijdens de Duitse bezetting handhaafde hij zijn positie als juridisch adviseur in de gemeente Krakau. Hij behoorde tot het binnenlandse leger Armia Krajowa.

### Schrijver
Aan het begin van 1941–1942 schreef hij de eerste schetsen van wat een roman zou worden; deze illustreerden het begin van de vorming van de Poolse staat. Direct na de oorlog debuteerde hij met de roman 'Wilde Schat' (1945), en kort daarna werden andere boeken gepubliceerd over belangrijke gebeurtenissen in het begin van de Poolse staat: 'Vader en Zoon' (1946), 'Naamgenoot - Sporen van de Pradziad' ( 1949) en 'Naamgenoot - Zwaard en Pastoraal' (1949). Zo werkte hij toe naar zijn reeks Piast-romans, die hij tot 1984 uitbreidde en aanvulde. Hij zette de traditie voort van Poolse historische romans afgeleid van Józef Ignacy Kraszewski. Hij hanteerde een eenvoudig, niet al te archaïsch taalgebruik. Door een hoog tempo, veel actie en expressie en goed gedefinieerde karakters staan de personages in zijn boeken dicht bij het model van de hedendaagse Engelse historische en avontuurlijke literatuur. Gebaseerd op een betrouwbare historische kennis die de hedendaagse interpretatie vertegenwoordigde, werden zijn Piast-romans onmiddellijk populair. In totaal bereikte de oplage van zijn boeken ten tijde van zijn leven ongeveer 5 miljoen exemplaren.
In de jaren 1950–1952 sloot hij het advocatenkantoor, beëindigde zijn juridische loopbaan en ging zich uitsluitend wijden aan het schrijven.

## Publicaties
Vanaf 1952 verschenen de volgende publicaties: "De Verovering van Kolberg" (1952), "Wawelskie Heuvel" (1953) en "Hondenveld" (1953), waarin de strijd met de Duitse indringer bijzonder sterk werd benadrukt.
In 1955–1967 publiceerde hij de volgende delen van de trilogie over Alexander de Grote: 'Olympia's' (1955), 'Parmenion' (1967) en 'Alexander' (1967). Gekenmerkt door een bijna filmische vertelstructuur, waarbij de hoofdpersonen bezield werden door passies, konden deze romans ook op grote belangstelling rekenen, maar behaalden ze geen groot succes in de Piast-cyclus. De auteur presenteerde daarin nog nadrukkelijker de geschiedenis niet als een proces, maar als het werk van enkele individuen.
In de volgende delen van de Piast-cyclus breidde hij het panorama van de Piast-heerschappij uit tot de tijd van Władysław Łokietek. Dit waren de romans: 'Wywolańcy' (1958), 'Jaar 1000' (1961), gepubliceerd samen met het verhaal 'Verdediging van Niemczy', 'Przełom' (1964), 'Terugweg' (1971), 'De Vloek' (1973), 'Broeders' (1976) en 'Interregnum' (1979). Het laatste boek in deze serie was de roman 'De Hersteller', geschreven in 1984, als aanvulling op de chronologische delen die in de jaren veertig werden gepubliceerd.
Behalve de Piast-romanserie waren er ook: 'Over Zawiszy Czarnym', 'Een sprookje' (1958) en 'Varna 1444' (1971), gesitueerd in de tijd van het Huis Jagiello. In 1971 verscheen ook een bundel met de titel 'Gedachten', met een verzameling aforismen.